# Ischnura inarmata
Ischnura inarmata – gatunek ważki z rodziny łątkowatych (Coenagrionidae).